# Infolepsy EP
Infolepsy EP es un disco breakcore del artista Venetian Snares editado el 15 de noviembre de 2004 por Coredump Records. "Twelve" utiliza sonidos del programa infantil Sesame Street. El segundo tema del disco, "Where's Bill?", contiene numerosos samples de la película Kill Bill de Quentin Tarantino. En "Americanized", Funk utiliza samples de un panfleto, distribuido por Francis E. Dec, leído en voz alta por Boyd "Doc" Britton, un DJ norteamericano, al aire en su programa radial "Doc on the ROQ" de KROQ-FM. El tema Punishing2004 es una nueva versión del tema "Punishing The Atoms" del disco printf("shiver in eternal darkness/n");.

## Listado de temas
1. "Twelve" – 2:20
2. "Where's Bill?" – 5:08
3. "Absolute Smakatrosmic" – 3:31
4. "Americanized" – 5:39
5. "Punishing2004" – 4:22 featuring MC SKM